# Cupaniopsis stenopetala
Cupaniopsis stenopetala là một loài thực vật có hoa trong họ Bồ hòn. Loài này được Radlk. mô tả khoa học đầu tiên năm 1905.